# Slag om Gabon
De Slag om Gabon of Slag om Libreville was deel van de West-Afrikaanse Campagne in november 1940. De slag resulteerde erin dat de Vrije Fransen Gabon innamen en hierdoor geheel Frans-Equatoriaal-Afrika van Vichy-Frankrijk overnamen.

## Achtergrond
Op 8 oktober 1940 arriveerde Charles de Gaulle in Douala. Op 12 oktober maakte hij plannen voor een invasie van Gabon. De Gaulle wilde Frans-Equatoriaal-Afrika gebruiken als basis voor aanvallen op Libië, dat gecontroleerd werd door de asmogendheden.
Op 27 oktober overschreden Vrije Franse troepen de grens van Gabon en namen de stad Mitzic in. Op 5 november capituleerde het Vichy garnizoen in Lambaréné. Ondertussen rukte de belangrijkste troepenmacht van de Vrije Fransen onder generaal Philippe Leclerc en generaal Marie Pierre Koenig vanuit Frans-Kameroen op naar Gabon met als doel Libreville.

## Verloop van de slag
Op 8 november 1940 werd de Vichy-onderzeeboot Poncelet tot zinken gebracht door de HMS Milford. Troepen van Koenig landden op Pointe La Mondah. Zijn troepenmacht bestond uit Franse legionairs (inclusief de 13de Franse Vreemdelingenlegioen Demi-Brigade), Senegalese en Kameroense troepen.
Op 9 november werd het vliegveld van Libreville vanuit Douala gebombardeerd. De troepen van Koenig stuitten op hevig verzet tijdens de opmars naar Libreville. Uiteindelijk namen ze het vliegveld in. De zeestrijdkrachten van de Vrije Fransen vielen samen met de koloniale sloep Savorgnan de Brazza aan en brachten het Vichy-schip Bougainville tot zinken. De Bougainville was het zusterschip van de Savorgnan de Brazza. Op 12 november capituleerden de laatste Vichy-troepen in Port-Gentil. Gouverneur Masson pleegde zelfmoord.

## Nasleep
Op 15 november faalde De Gaulle's persoonlijke poging om de gevangengenomen Vichy-soldaten, inclusief generaal Tetu te overtuigen om zich aan te sluiten bij de Vrije Fransen. Ze werden hierdoor gedurende de gehele oorlog geïnterneerd in een krijgsgevangenenkamp in Brazzaville, Congo.